# Malte Oberschelp
Malte Oberschelp (* 1968) ist ein deutscher Sachbuchautor.
Oberschelp arbeitet als freier Journalist in Berlin. Er schreibt Artikel unter anderem für die taz und die Jüdische Allgemeine. Zuvor war er als Redakteur bei den Fußballmagazinen Hattrick und RUND tätig. Einen Namen machte er sich als Biograf von Konrad Koch.

## Bücher
- Konrad Koch – der Fußballpionier. Seine wichtigsten Reden und Texte. Hildesheim 2015. ISBN 978-3942468565
- Die Hymne des Fußballs: "You’ll never walk alone". Eine Kulturgeschichte. Göttingen 2013. ISBN 978-3730700136
- Der Fußball-Lehrer. Wie Konrad Koch im Kaiserreich den Ball ins Spiel brachte. Göttingen 2010. ISBN 978-3895337239
- (Hrsg.), Absolute Paul Feyerabend. Freiburg i. Br. 2002. ISBN 978-3936086065